# Il mio gatto è in cima all'albero!
Il mio gatto è in cima all'albero! (Treetop Cat Rescue) è un programma televisivo statunitense del 2015, che è andato in onda negli Stati Uniti dal 30 maggio 2015 al 25 luglio 2015 su Animal Planet. In Italia, è andato in onda su Discovery Travel & Living, K2 e Frisbee, durante il contenitore Family Club. 

## Trama
Il programma parla di un team che salva gatti bloccati sugli alberi. I gatti sono salvati da un team chiamato "Canopy Cat Rescue", che usano la propria attrezzatura per cercare di far scendere gatti.

## Episodi
| Stagione | Episodi | Prima TV USA |
| -------- | ------- | ------------ |
| 1        | 10      | 2015         |

### Stagione 1 (2015)
| n° | Titolo originale        | Titolo italiano                           | Prima TV USA   |
| -- | ----------------------- | ----------------------------------------- | -------------- |
| 1  | Out on a Limb           | Alla cieca                                | 30 maggio 2015 |
| 2  | Cat Men to the Rescue   | Gatto da salvare                          | 30 maggio 2015 |
| 3  | Promeo, Promeo!         | Gatto intrappolato                        | 6 giugno 2015  |
| 4  | Top Cats                | Play-Play                                 | 6 giugno 2015  |
| 5  | Repeat Offender         | Non dire gatto se non ce l'hai nel sacco! | 13 giugno 2015 |
| 6  | Cat Scratch Fever       | Il graffio di un gatto                    | 20 giugno 2015 |
| 7  | Wedged In a Hedge       | Incastrato in una siepe                   | 18 luglio 2015 |
| 8  | Kitty, Can You Hear Me? | Kitty, puoi sentirmi?                     | 18 luglio 2015 |
| 9  | Twin Tops               | Malcom                                    | 25 luglio 2015 |
| 10 | Kitty Kitty, Tree Tree  | Micio micio                               | 25 luglio 2015 |